# Grubhub
Grubhub, Inc., ibland skrivet av företaget som GrubHub, Inc.; tidigare Grubhub Seamless, är ett amerikanskt IT- och transportföretag som verkar inom beställningar och utkörning av mat. Företaget har  fler än 365 000 restauranger, i fler än 4 000 städer i USA, anslutna till sina tjänster. Grubhub är ett dotterbolag till det nederländska Just Eat Takeaway.

## Historik
Företaget grundades 2004 i Chicago i Illinois av Mike Evans och Matt Maloney i syfte att digitalisera restaurangmenyer. År 2013 blev Grubhub och Seamless Web, höll på med IT-system för beställningar av mat, fusionerade med varandra. Fusionen slutfördes i augusti 2013 och företaget fick namnet Grubhub Seamless. I april 2014 bytte företaget tillbaka till sitt gamla namn samtidigt som det blev börsnoterat på New York Stock Exchange (NYSE). År 2015 klev Grubhub in i branschen för utkörning av mat när det förvärvade Diningin.com för 80 miljoner amerikanska dollar. Tre år senare köptes även Level Up, som höll på med beställningar, betalningar och lojalitetsprogram, för 390 miljoner dollar. I maj 2020 rapporterades det om att Uber var intresserade av att köpa Grubhub för 6,1 miljarder dollar. Bara en månad senare blev det dock offentligt att Just Eat Takeaway skulle köpa Grubhub för 7,3 miljarder dollar, affären slutfördes i juni året därpå. Redan i april 2022 medgav Just Eat Takeaway att man var öppen för en försäljning av Grubhub på grund av en del av aktieägarna ansåg att det vore bättre om Just Eat Takeaway koncentrerade sig enbart på Europa igen.